# ファニー・イートン
ファニー・イートン（Fanny Eaton、1835年6月23日 - 1924年3月4日）はジャマイカ生まれの、イギリスの絵画モデルである。シメオン・ソロモンやダンテ・ゲイブリエル・ロセッティ、ジョン・エヴァレット・ミレー、ジョアンナ・メアリー・ボイス、レベッカ・ソロモンといったイギリスのラファエル前派の画家たちのモデルを務めた。

## 略歴
ジャマイカのセント・アンドリュー教区で、プランテーションで働いていたアフリカ系の元奴隷の母親の娘に生まれた。父親はおそらくイギリス人兵士であったとされるが、詳細が解る資料は見つかっていない。1807年にイギリスで奴隷貿易が禁止され、1834年までにイギリスの植民地での奴隷制は法的に廃止されたが、数年間は元奴隷は「徒弟」として元の主人に拘束されていたが、1838年に新しい法律で、すべてのジャマイカの元奴隷はイギリスの市民権を得ることができた。
1840年代に母親とイギリスに移ってきて、1851年にはロンドンで家政婦として働いていた。ジェームズ・イートンという馬車の御者とロンドンのコラム・フィールズに住み、1858年から1879年の間に10人の子供をもうけた。曾孫によれば結婚証明書が見つからなかったため、正式の結婚はしていなかった可能性もあるとされる。近所に住んでいた画家のシメオン・ソロモンがモデルになることを勧めた可能性がある。1868年から1878年の間、ロイヤル・アカデミー・オブ・アーツの美術学校でモデルを務めた。たとえば1860年7月に3回の授業で、モデルを務め15シリングの報酬を受け取った記録がある。1859年頃から1867年の間、多くのラファエル前派の画家によって、異国風の風貌が好まれ、多くの作品に描かれることになった。1860年に19歳のシメオン・ソロモンの出世作となった『母の腕に抱かれるモーゼ』の赤子のモーセを見つめる母親はイートンがモデルであったとされ、当時イートンは　息子のジェームズを出産したばかりで、この絵はイートンの家族を描いた可能性が指摘されている。イートンがモデルを務めた画家には、ダンテ・ゲイブリエル・ロセッティ、ジョン・エヴァレット・ミレー、ジョアンナ・メアリー・ボイス、レベッカ・ソロモン、 フレデリック・サンズ(Frederick Sandys: 1829-1904)や、1860年頃ロンドンで活動していたオーストラリアの画家、ロバート・ホーカー・ダウリング(Robert Hawker Dowling: 1827–1886)もいた。
ラファエル前派の画家たちは、オリエンタルやインドのエキゾチックな人物のを描くためのモデルとして、イートンを用いた。
1868年にモデルをやめ、さらに何人かの子供を産み育てた。1971年からお針子として働き、夫のジェームズ・イートンが1881年に亡くなった後は、1891年までは家政婦をして働き、商人の家の料理人などとして働き子供たちを育てた。1911年には娘夫婦と暮らしていた。1924年に、ロンドンのハマースミス・アンド・フラム区の子供の1人の家で亡くなったとされる。

## ファニー・イートンがモデルとなった作品

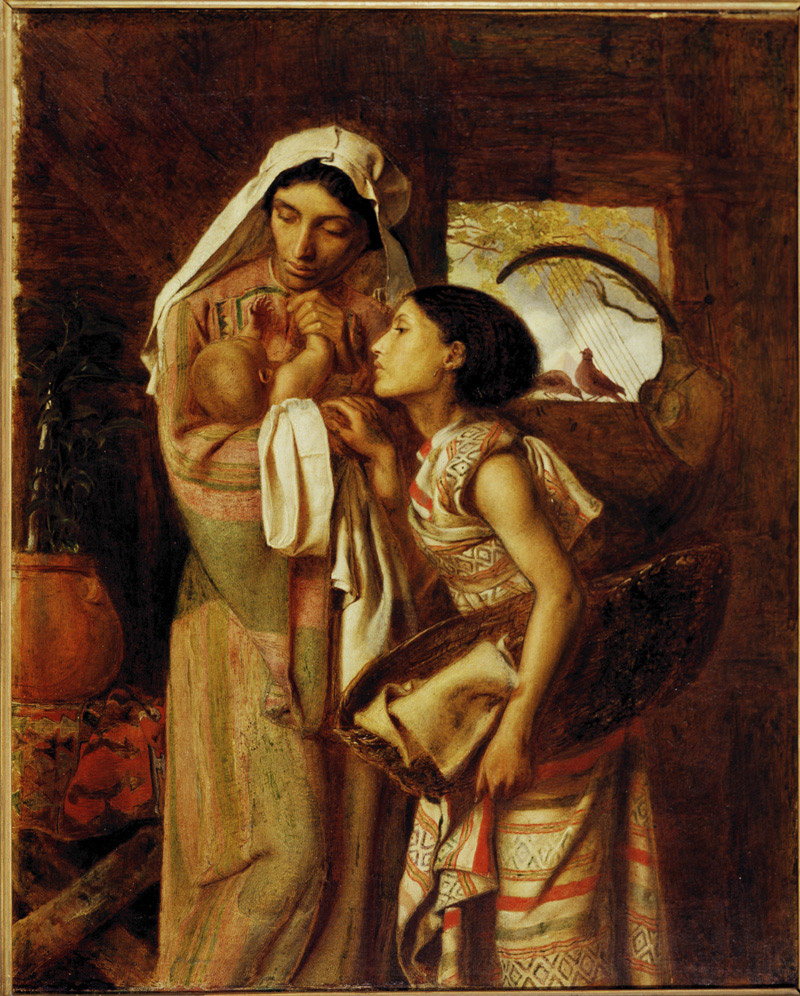
シメオン・ソロモン作 『母の腕に抱かれるモーゼ』(1860)　デラウェア美術館蔵
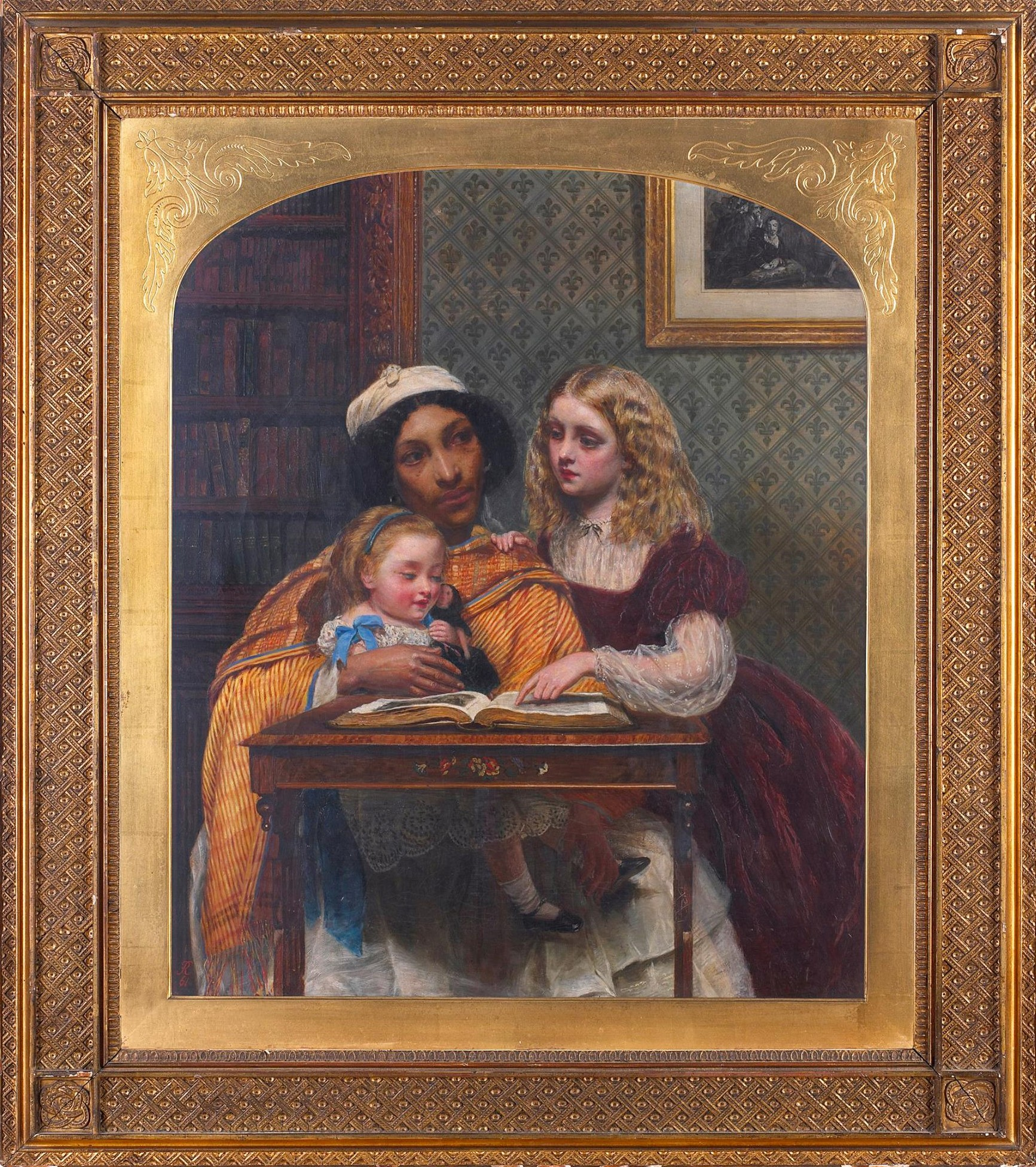
レベッカ・ソロモン "The Young Teacher" (1861)
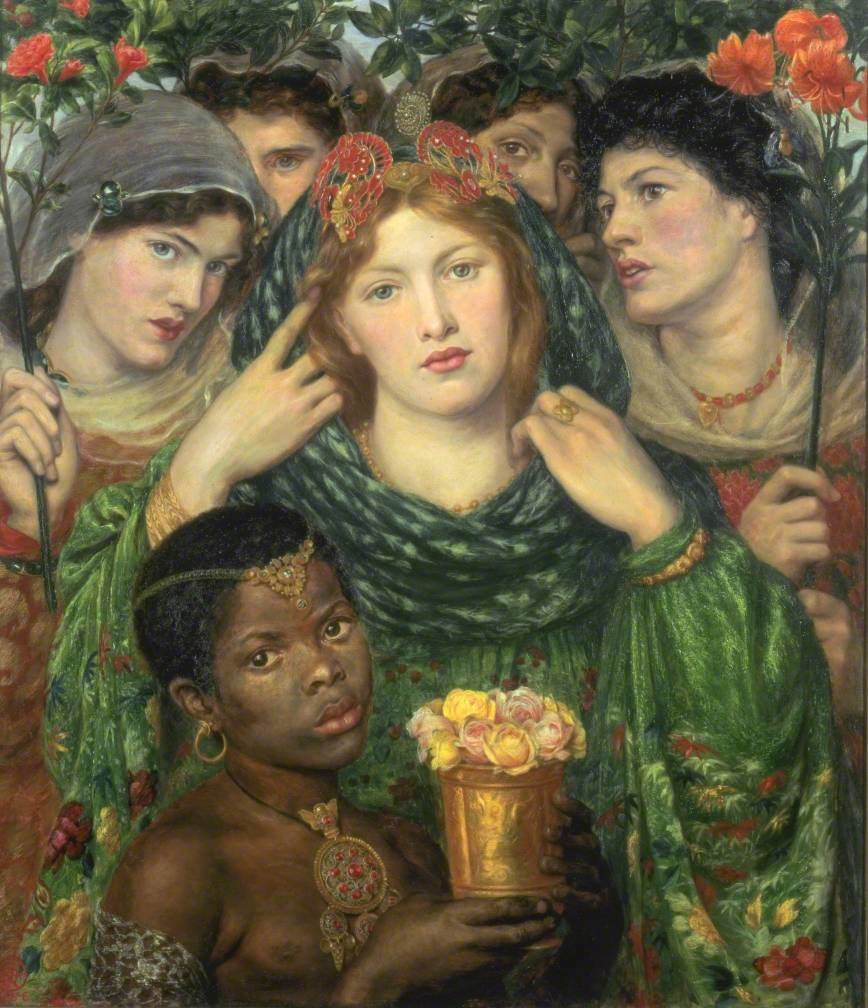
ダンテ・ゲイブリエル・ロセッティ "The Bride" (1865)-中央の人物のモデルはアレクサ・ワイルディング、イートンは右後ろの人物として描かれている。
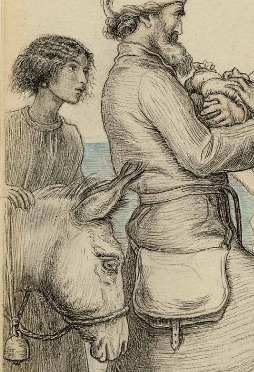
ジョン・エヴァレット・ミレーの素描